# Krionika

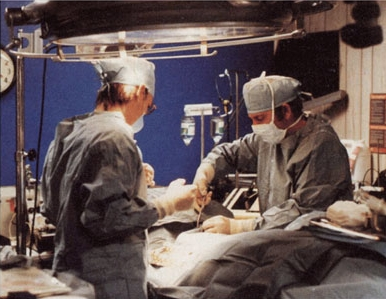
Technicy przygotowują zmarłego do krioprezerwacji

Krionika – technika głębokiego ochładzania ciał zwierząt, w tym ludzi, których współczesna medycyna nie jest w stanie utrzymać przy życiu, i przechowywania w temperaturze ciekłego azotu (–196 °C), z intencją przywrócenia do życia, kiedy medycyna wystarczająco się rozwinie.
Słowo krionika pochodzi od greckiego κρύος (kryos) – zimno.
Przechowywanie ciała w temperaturze ciekłego azotu zatrzymuje wszelkie reakcje chemiczne w nim zachodzące; ten stan to biostaza (w wypadku krioniki – kriostaza). Przechowywanie zmarłego w stanie kriostazy jest dopuszczalne po stwierdzeniu zgonu. Krionicy są zdania, że osoby uważane za martwe według obecnych standardów niekoniecznie muszą być uważane za nieżywe według standardów, które będą obowiązywać w przyszłości.

## Przeszkody

### Uszkodzenia wynikłe z prezerwacji
Długoterminowa krioprezerwacja zachodzi po ochłodzeniu do temperatury ciekłego azotu (-196 °C). Panuje powszechne nieporozumienie, że komórki ulegną lizie (zostaną rozerwane) z powodu uformowania się kryształków lodu wewnątrz komórki; tak się dzieje tylko, gdy prędkość ochładzania przekracza osmotyczną utratę wody i jej przemieszczanie się do przestrzeni międzykomórkowych (a jest niemożliwością tak prędkie ochładzanie dużych tkanek).
Mimo to, uszkodzenia wynikłe z zamrożenia mogą być poważne. Lód może uformować się pomiędzy komórkami, powodując uszkodzenia mechaniczne i chemiczne. Organizacje krioniczne stosują krioprotektanty (rozprowadzane poprzez naczynia krwionośne) w celu zmniejszenia szkód mechanicznych i chemicznych wywołanych przez lód. Mają one usunąć i zastąpić wodę wewnątrz komórek substancją zapobiegającą zamrożeniu. W znacznym stopniu zapobiegają uszkodzeniom, jednak tak głębokie ochładzanie całych ciał ludzi nadal powoduje uszkodzenia, których obecna technologia nie jest w stanie odwrócić.
Krioprotektanty w dużych stężeniach mogą całkowicie uniemożliwić formowanie się lodu. Ochłodzenie i utwardzenie bez zamrożenia (tj. formowania się lodu) to witryfikacja.
Pierwsze mieszaniny krioprotektantów zdolne witryfikować przy bardzo powolnym ochładzaniu, mające na uwadze przeżywalność tkanek, wynaleźli w późnych latach 90. kriobiolodzy Gregory M. Fahy i Brian Wowk w celu przechowywania organów do przeszczepów. Substancje te zostały zaadaptowane do użytku w krionice przez Fundację Alcor. Uważa się je za pozwalające witryfikować niektóre części ciała ludzkiego, szczególnie mózg. To pozwoliło witryfikować mózgi zwierząt, ogrzewać i sprawdzać uszkodzenia spowodowane formowaniem się lodu przy użyciu światła i mikroskopu elektronowego. Nie znaleziono uszkodzeń spowodowanych kryształkami lodu. Cryonics Institute używa też mieszanki witryfikującej wynalezionej przez swojego pracownika, kriobiologa dr. Jurija Piczugina, stosując ją głównie do mózgu.

### Niedokrwienie
Niedokrwienie jest typową składową procesu krionicznego. Po zgonie pacjenta, kiedy jego serce przestało bić (a co za tym idzie, dostarczać tlen i składniki odżywcze do komórek), specjalna grupa osób (tzw. standby team) może sztucznie przywrócić krążenie i oddychanie, stosując procedury podobne do używanych przy udzielaniu pierwszej pomocy (RKO). Celem jest utrzymanie przy życiu tkanek, podobnie jak to się robi w celu pobierania narządów do przeszczepów. Oficjalne stwierdzenie zgonu nie oznacza, że wszystkie komórki ciała są martwe.
U pacjentów krionicznych niedotlenienie mózgu w wysokiej temperaturze trwa od kilku minut do kilku godzin, zwłaszcza jeśli śmierć nastąpiła nagle. To uniemożliwia przywrócenie do życia według obecnych procedur medycznych. Krionicy chcą prezerwacji takiego pacjenta, ponieważ najnowsze osiągnięcia pozwalają na resuscytację po dłuższych okresach niedotlenienia niż standardowe 4 do 6 minut, i trwanie struktury mózgu a nawet aktywności komórek po długich okresach śmierci klinicznej. Argumentują, że definicja śmierci zmienia się w miarę postępów nauki i wczesne stadium nazywane dziś śmiercią to w rzeczywistości forma niedotlenienia, która będzie odwracalna w przyszłości. Twierdzą, że przetrwanie osobowości w czasie długich okresów śmierci klinicznej jest określane przez kryteria śmierci informacyjno-teoretycznej.

### Ożywienie
Nadziei na przywrócenie do życia krionicy upatrują w zaawansowanej bioinżynierii, nanotechnologii molekularnej, nanomedycynie i możliwości przesłania informacji z mózgu do innego medium (transfer umysłu – mind uploading). Przywrócenie do życia będzie wymagać naprawienia szkód wyrządzonych przez niską temperaturę, toksyczne środki chemiczne, niedotlenienie, oraz zamrożenie tkanek, które nie zostały skutecznie poddane witryfikacji, a także odwrócenia efektów, które spowodowały śmierć pacjenta. W wielu wypadkach będzie konieczna regeneracja tkanek na wielką skalę. Hipotetyczny scenariusz ożywienia pacjenta zakłada zwykle, że napraw tych dokonają liczne mikroskopijne organizmy lub urządzenia.
Dominuje przekonanie, że przywracanie do życia będzie się odbywać w kolejności „Pierwsi będą ostatnimi, a ostatni pierwszymi” – z uwagi na stosowanie coraz bardziej zaawansowanych procedur przy ochładzaniu pacjentów, pozwalających wyeliminować coraz więcej szkód, aż do całkowitej odwracalności procesu krioniki. Następnie medycyna będzie sięgać po coraz dawniej zamrożonych pacjentów, którzy zostali poddani działaniu bardziej prymitywnych środków. Ożywienie ludzi poddanych krioprezerwacji przy użyciu obecnej kombinacji neurowitryfikacji i głębokiego ochłodzenia (technicznie nie zamrożenia, ponieważ krioprotektanty nie pozwalają na formowanie się lodu) może zająć stulecia, o ile w ogóle będzie możliwe.
Uważa się, że jeśli technologia ogólnej analizy molekularnej i naprawy w ogóle zostanie rozwinięta, teoretycznie każde uszkodzone ciało będzie mogło być „ożywione”. Przetrwanie będzie wówczas zależeć od tego, czy informacja zakodowana w mózgu wystarczy do przywrócenia całości lub części osobowości pierwotnej osoby, jako że amnezja jest ostateczną granicą pomiędzy życiem i śmiercią.

## Neuroprezerwacja
Neuroprezerwacja to przechowanie samego mózgu, często wewnątrz głowy, przy chirurgicznym usunięciu (i zwykle kremacji) reszty ciała. Neuroprezerwacja, skrótowo zwana „neuro”, to jedna z dwóch opcji – drugą jest prezerwacja całego ciała. Pacjent może zdecydować się na prezerwację samego mózgu z różnych przyczyn, lub po sekcji zwłok jest pobierany do prezerwacji jedynie mózg.
Mózg jest uznawany za siedzibę pamięci i osobowości. (Np. pacjenci po przerwaniu rdzenia kręgowego, amputacjach i przeszczepach nadal zachowują pamięć i osobowość.) Uważa się też, że odwrócenie każdego rodzaju prezerwacji jest tak złożone, że będzie wówczas również możliwe wyhodowanie nowego ciała ze wszystkimi organami. Niektóre sugerowane scenariusze ożywienia pacjentów, których całe ciało jest poddane prezerwacji, biorą nawet pod uwagę usunięcie tego ciała uszkodzonego przez proces prezerwacji i wytworzenie nowego. W razie niebezpieczeństwa łatwiejszy jest też transport samego mózgu niż całego ciała.
Zalety i wady neuroprezerwacji są dyskusyjne. Krytycy są zdania, że ciało pamięta wyuczone umiejętności motoryczne. Część pacjentów sądzi, że pacjenci neuro nie będą już tą samą osobą. Między innymi dlatego Cryonics Institute prowadzi wyłącznie prezerwacje całego ciała. Około 3/4 pacjentów Alcor to pacjenci neuro.